# Pfarrkirche Bergau

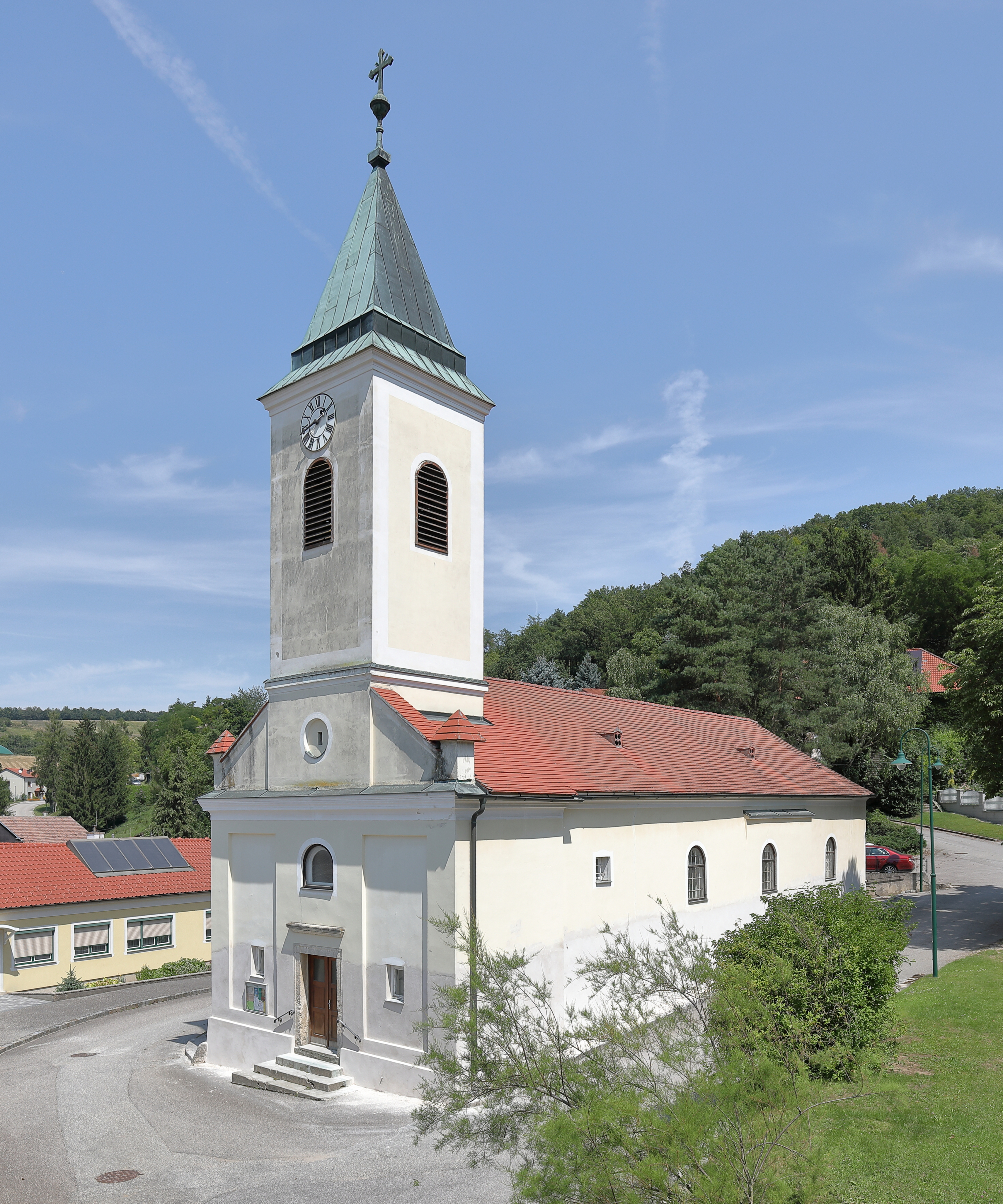
Katholische Pfarrkirche hl. Ägidius in Bergau

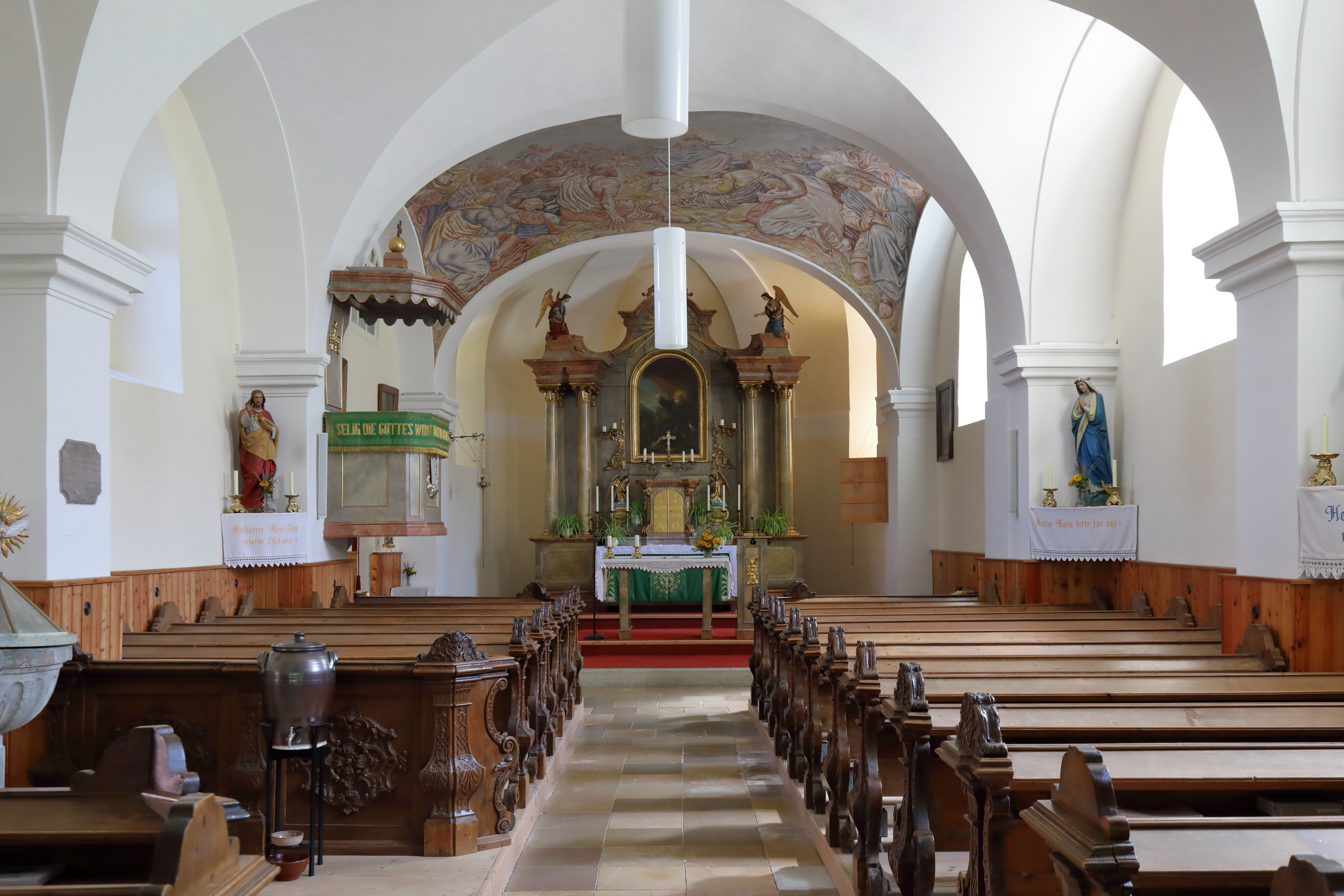
Innenansicht Richtung Altarraum

Die Pfarrkirche Bergau steht am südlichen Ortsrand von Bergau in der Marktgemeinde Göllersdorf im Bezirk Hollabrunn in Niederösterreich. Die dem heiligen Ägidius geweihte römisch-katholische Pfarrkirche gehört zum Dekanat Hollabrunn in der Erzdiözese Wien. Die Kirche steht unter Denkmalschutz (Listeneintrag).

## Geschichte
Zum schlichten Kirchenbau aus dem 17. und 18. Jahrhundert wurde 1755 ein Benefizium genannt. 1784 wurde die Kirche zur Pfarrkirche erhoben.

## Architektur
Der barocke Saalbau hat eine klassizistische Fassadenturmfassade und kleine Rundbogenfenster. An das rechteckige Langhaus schließt ein Chor mit einer Rundapsis an. Nordseitig wurde eine moderne zweigeschoßige Sakristei und Kapelle angebaut.
Das dreijochige Langhausinnere des späten 17. Jahrhunderts zeigt eine Stichkappentonne über Gurtbögen aus Wandpfeilern. Der leicht eingezogene einjochige Chor hat ein Platzlgewölbe aus dem ersten Drittel des 18. Jahrhunderts und schließt mit einer Rundapsis mit Stuckbandschmuck. Das Gewölbefresko Bergpredigt im Chor malte Franz Neusser im zweiten Drittel des 20. Jahrhunderts. Die neobarocken Glasmalereien Maria Immaculata und Christus Salvator in den Apsisfenstern sind aus dem Anfang des 20. Jahrhunderts.

## Ausstattung
Der nachbarocke Hochaltar mit einem Volutengiebel und seitlich vorgestellten Doppelsäulen und einem Tabernakel zeigt das Altarblatt hl. Ägidius von Johann Josef Schindler (1829).
Die Orgel mit 8 Registern baute Christoph Erler (1848). Eine Glocke nennt Franz Josef Scheichel 1783.